# Huib Wilton

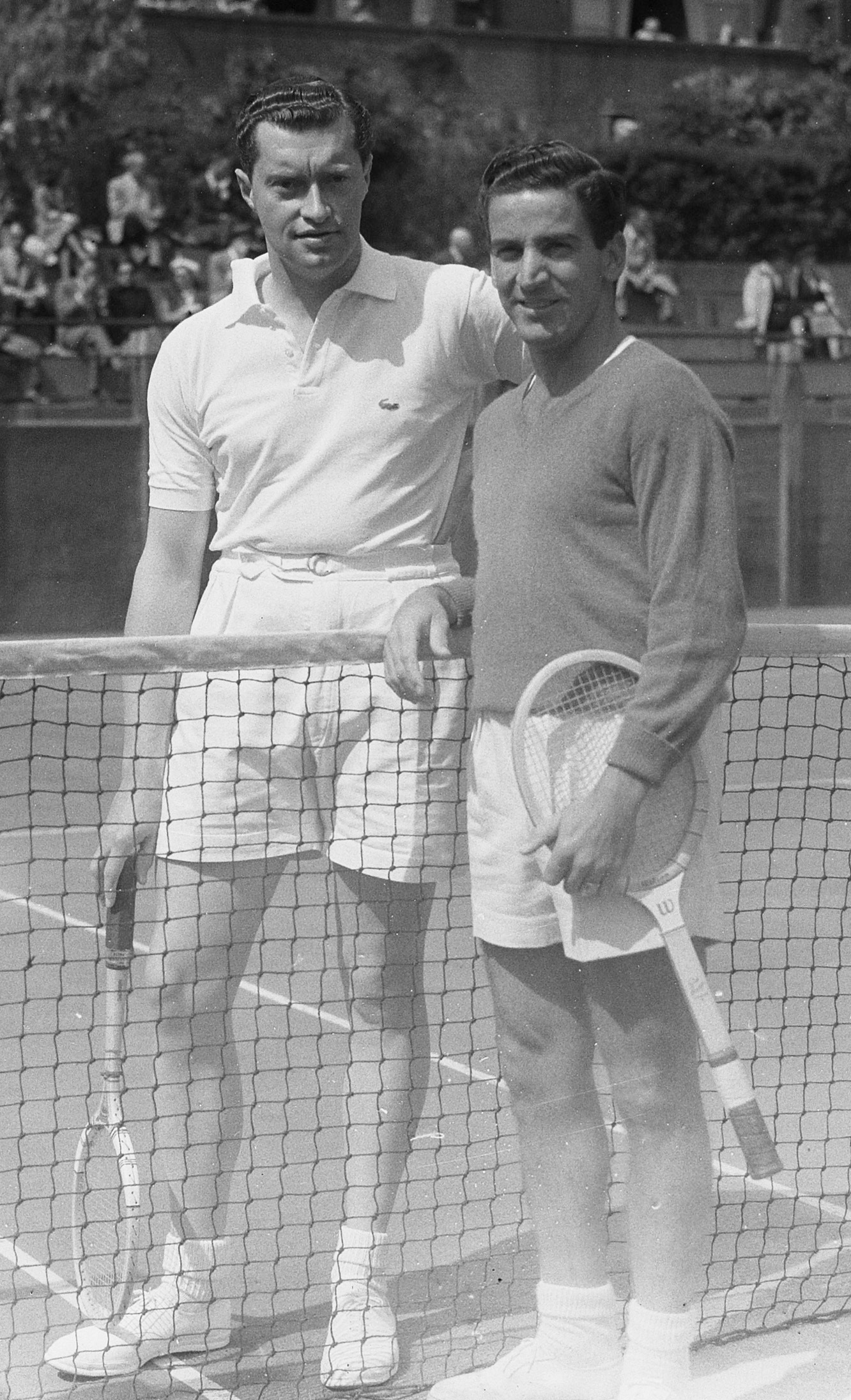
Hubert Wilton en Armando Vieira in 1952

Hubertus "Huib" Wilton (Voorburg, 12 maart 1921 – bij Oegstgeest, 29 oktober 1959) was een Nederlands tennisser.
Wilton was een telg uit een ondernemersgezin. Zijn grootvader Bartel Wilton (1828-1898) was de oprichter van de Wilton scheepswerf en zijn vader Bartel Wilton (1863-1938) was mede-eigenaar van dit bedrijf en oprichter en directeur van het City-concern; een keten van verschillende bioscopen in Den Haag, Rotterdam en Amsterdam. Op 25 juli 1935 legde Huib Wilton de eerste steen van het City Theater te Amsterdam.
In de jaren direct na de Tweede Wereldoorlog werd Wilton verschillende keren nationaal tenniskampioen. Hij won het enkelspel in de jaren 1946, 1947, 1951 en 1952, het heren dubbelspel in 1945, 1946, 1947 (alle met Ivo Rinkel), 1951 en 1953 (met Ludwig Krijt) en het gemengd dubbelspel in 1947, 1948 (met Madzy Rollin Couquerque), 1951 (met M.A. Schmier) en 1953 (met Fenny ten Bosch). Hij kwam regelmatig voor Nederland uit in de Davis Cup.
Van 1954 tot 1957 was Wilton, die op dat moment ook nog actief was als speler, voorzitter van de KNLTB. Een auto-ongeluk in Zuid-Frankrijk maakte in 1957 een einde aan zijn tennisloopbaan. Hij was inmiddels reeds de eigenaar van het City-concern. In 1959 financierde hij de film Moutarde van Sonaansee van zijn vriend Toon Hermans. Kort na het uitkomen van deze film verongelukte Wilton op 38-jarige leeftijd op de rijksweg Den Haag-Amsterdam, in de buurt van Oegstgeest. Hij werd gecremeerd op begraafplaats Westerveld.
Na zijn dood werd bekend dat het City-concern er financieel slecht voor stond en dat Wilton meerdere malen had geprobeerd het bedrijf te verkopen of te verpachten.